# Micraeschynanthus dischidioides
Micraeschynanthus es un género monotípico de plantas herbáceas perteneciente a la familia Gesneriaceae. Su única especie: Micraeschynanthus dischidioides Ridl., es originaria del sur de Asia.

## Descripción
Son plantas herbáceas epífitas, rastreras. Las hojas opuestas, sub- sésiles, carnosas, glabras, redondas, ovales y agudas. Las flores muy pequeñas, 3 o 4 en una inflorescencia axilar muy corta. Sépalos 5, lanceolados acuminados, glandular y peludo. Corola con cinco lóbulos, redondeados. Fruto desconocido.
El género es más que dudoso. La única especie que se conoce pertenece a una sola muestra y hay buenas razones para creer que Ridley basó su descripción simplemente sobre una flor de desarrollo anormal de una especie de Aeschynanthus  (Burtt 1968).

## Distribución y hábitat
Se distribuyen  por la Península de Malaca en Pahang, donde se encuentran sobre los árboles con hábitos de epífitas.

## Taxonomía
Micraeschynanthus dischidioides fue descrita por Henry Nicholas Ridley y publicado en The Flora of the Malay Peninsula 324. 1925.
Etimología
El nombre del género deriva de la palabra griega μικσος,  micros = "pequeño, y el nombre genérico Aeschynanthus, refiriéndose a las pequeñas flores, parecidas a las del género Aeschynanthus. 
dischidioides: epíteto